# Fondomat
Fondomat byl internetový crowdfundingový program, který v Praze v roce 2011 založili Joe Wakeford a Conrad Watts. Stránka se zabývala administrativou dobročinných příspěvků a financování jednotlivých projektů. Internetové nástroje pro získávání financí jsou používány ke zvýšení povědomí o projektech prostřednictvím sociálních sítí, a zároveň umožňují elektronickou sbírku darů. Fondomat byl prvním crowdfundingovým webem v České republice a svého času jedinou službou svého druhu, která přijímala transakce v korunách.

## Model
Fondomat nabízel své služby v rámci celé České republiky charitativním organizacím a jednotlivcům, kteří chtějí vytěžit peníze na dobročinné účely, tvůrčí projekty a zahájení obchodní činnosti. Stránka využívala vliv sociálních sítí a skupinového názoru, aby napomohla financování různorodých podniků a snů počínaje indie filmy, dokumenty, hudbou, divadlem a fotografií, a ekologickými a společenskými podniky konče.
Majitel projektu si vybere jeho dobu trvání a cílovou finanční částku. Na svou projektovou stránku může přidat také popis, příslušné video z YouTube, fotografii, případně nepeněžní odměny, je-li toto požadováno. Svůj projekt uskuteční získáním dostatečných financí prostřednictvím propagování těchto motivačních odměn v rámci svých sociálních sítí, i mimo ně. Na rozdíl od mnoha fór pro získávání financí a investování Fondomat nekladl žádné nároky na projekty či na odvedenou práci.
V případě, že vybraná cílová částka nebyla dosažena v daném termínu, majitel projektu si vybrané finance i tak ponechal (na rozdíl od stránky Kickstarter). Stránka vybírala 4% poplatek na kampaně pro sbírku financí. Od roku 2011 nabízela stránka finance v českých korunách (Kč) a k dispozici byla dvou jazycích, českém a anglickém.

## Historie
Jakožto hudební producent si Wakeford uvědomil u začínajících umělců potřebu získání financí, které by pokrývaly vydání alb a marketing. Spolu se svým obchodním partnerem Wattsem – oba žijí v Praze od roku 2002 – se zaměřil na mikrofinancování jakožto na realizovatelnou alternativu tradičních metod financování projektů. Celosvětová finanční krize a následná omezení zdůraznily na mezinárodní úrovni potřebu alternativních, komunitami řízených způsobů získání financí pro umělce a novátory, a podnítila tak oba tvůrce k založení stránky Fondomat. Česká doména přestala být dostupná během roku 2014 a 1. ledna 2015 bylo na anglické verzi webu oznámeno ukončení služby ve prospěch řízení vzniklých startupů.